# مروان زمامة
مروان زمامة (بالإنجليزية: Merouane Zemmama)‏ (مواليد 7 أكتوبر 1983 في سلا) لاعب كرة قدم مغربي دولي يجيد اللعب في خط الوسط. يلعب لصالح نادي الرجاء البيضاوي بدء مسيرته الاحترافية مع الرجاء تم انتقل إلى سكتلاندا ليجاور هيبرنيان ثم اعير إلى فريق الشعب الإماراتي ثم توجه إلى إنجلترا ميلدزبرة تم عرج إلى الرجاء مرة أخرى منذ أغسطس 2013 .

## روابط خارجية
- مروان زمامة على موقع الاتحاد الدولي (مؤرشف)  (الإنجليزية)
- مروان زمامة على موقع قاعدة بيانات كرة القدم.إي يو (الإنجليزية)
- مروان زمامة على موقع ناشيونال فوتبول تيمز (الإنجليزية)
- مروان زمامة على موقع Soccerbase.com (لاعب) (الإنجليزية)
- مروان زمامة على موقع كووورة
- مروان زمامة على موقع أوليمبيديا (الإنجليزية)